# Gallardo (1754)
El Gallardo fue un navío de línea de la Real Armada Española, construido en los Reales Astilleros de Esteiro de Ferrol. Su nombre de advocación era San Juan de Sahagún.

## Construcción
Junto con sus 11 gemelos, fue ordenado el 15 de junio de 1752, su quilla fue puesta sobre la grada en 1752 y fue botado en 1753. Pertenecía a la serie conocida popularmente como los 12 Apóstoles o del Apostolado, construidos todos simultáneamente en los Reales Astilleros de Esteiro de Ferrol por el constructor británico Rooth, entre 1753 y 1755. Entró en servicio en 1754 con 68 cañones, al igual que todos los demás de la serie, aunque a momento de su pérdida contaba con 74 cañones.

## Historial

### Primeros años
A finales de diciembre de 1761 se le realizó una carena en Ferrol, donde estaba destinado junto con otros doce navíos. 
Acompañado por el navío Diligente, se preparó para zarpar bajo el mando del capitán de navío Carlos de la Villa con rumbo al Río de la Plata para transportar a dos batallones del regimiento de infantería Mallorca, en total 53 oficiales y 1.350 soldados. Los dos navíos zarparon de Ferrol a finales de enero de 1765 junto a cuatro saetías. Las tropas fueron desembarcadas en Montevideo en 1765. Los buques del convoy se separaron en la travesía y el Gallardo y el Diligente arribaron a la costa brasileña, fondeando en Río de Janeiro. El gobernador de Buenos Aires, Pedro de Cevallos, envió a la saetía San Antonio con víveres y dinero para auxiliar a los buques. Arribó el Gallardo finalmente a Montevideo el 2 de noviembre de 1765, tras una estancia en Río de Janeiro de cuatro meses. El 2 de noviembre de 1766 zarpó rumbo a la península. 

### Guerra de Independencia norteamericana
A finales de junio de 1779, al declarar España la Guerra a Gran Bretaña en el contexto de la Guerra de Independencia de los Estados Unidos, fue destinado a la escuadra de Luis de Córdova y Córdova que acudió para realizar la campaña del Canal de la Mancha. Antes de unirse a la flota francesa, fue enviado a las islas Azores bajo el mando del capitán de navío Alberto Olaondo con una flota de cuatro navíos y dos fragatas al mando del teniente general Antonio de Ulloa. Regresó a Cádiz el 1 de octubre de 1779 con graves daños, incluidas unas vías de aguas por las que estuvo a punto de irse a pique. Ya en Cádiz y tras ser reparado, se incorporó a la división de Juan de Lángara. No participó en la batalla del Cabo Santa María del 16 de enero de 1780 al haberse separado de la flota días antes durante un temporal, además del navío San Leandro.
El 28 de abril de 1780 zarpó de Cádiz rumbo a La Habana al mando del capitán de navío José de Zavala en una escuadra de doce navíos y dos fragatas al mando del jefe de escuadra José Solano y Bote. Arribó la escuadra y el convoy que escoltaba la noche del 4 al 5 de agosto de 1780.
El 10 de abril de 1781 zarpó de La Habana con la escuadra de Solano rumbo a Pensacola para transportar tropas y pertrechos para el ejército de Bernardo de Gálvez en la decisiva batalla de Pensacola. Con la victoria española en la guerra de Independencia de los Estados Unidos regresó con la misma escuadra a La Habana, donde quedó varado el 31 de mayo junto al navío Magnánimo, el navío francés Destin y la fragata Nuestra Señora de la O. 
Al mando de Zavala hizo una salida de La Habana con la escuadra del teniente general Juan Bautista Bonet en el verano de 1781. Bajo el  mando del capitán de navío Francisco Morales partió de La Habana el 23 de julio de 1781 con los navíos Astuto, Arrogante  y Guerrero para dar escolta a un convoy de 72 navíos, que llevó a Cádiz  2 600 000 pesos el 9 de octubre de 1781. En abril del año siguiente se encontraba destinado en Cádiz con la escuadra del teniente general Luis de Córdova y Córdova. Ese mismo año pasó al departamento de Cartagena, a las órdenes del capitán de navío José Zavala. Inició en el arsenal de Cartagena una carena el 6 de julio de 1782. 

### Guerras revolucionarias francesas
Bajo el mando del capitán de navío Baltasar de Sesma, en marzo de 1792 zarpó de El Ferrol rumbo a Cartagena ante la guerra que se avecinaba con la República Francesa, y se aprovechó para trasladar a Cádiz a Francisco Javier Everardo-Tilly, nuevo capitán general del departamento de Cádiz. El 28 de febrero de 1793, bajo el mando del brigadier Fermín Sesma y Payán, partió de Cádiz con destino a Cartagena, acompañado por el navío Real Carlos y la fragata Santa Florentina. Entró en el puerto de Cartagena el 10 de abril, donde quedó incorporado a la escuadra del teniente general Francisco de Borja para la campaña de Cerdeña. Entre el 31 de agosto de 1793 y el 14 de febrero de 1794, permaneció bajo el mando del capitán de navío Enrique MacDonell. En 1794 se encontraba asignado a la misma escuadra en aguas del mar Cantábrico, bajo el mando del brigadier Francisco Delgado Valderrama. 
El 4 de agosto de 1796, partió de Cádiz al mando del capitán de navío Gabriel Sorondo con la escuadra del teniente general José Solano y Bote, marqués de Socorro. El 7 de agosto se separó, junto con otros tres navíos y buques menores al mando del jefe de escuadra Sebastián Ruiz de Apodaca, para llevar tropas a la isla de Trinidad. 
Fue incendiado en la isla de Trinidad para evitar su captura, ante el la invasión de una escuadra británica bajo el mando de Ralph Abercromby a la isla el 17 de febrero de 1797. Su capitán fue suspendido durante cuatro años tras ser sometido a un Consejo de Guerra.